# Ukugyps
Ukugyps is een geslacht van uitgestorven condors dat leefde in het Pleistoceen in Zuid-Amerika. De typesoort is Ukugyps orcesi.

## Fossiele vondsten
Het enige fossiel van Ukugyps is gevonden in de La Carolina-teerputten in de provincie Santa Elena in Ecuador. De vondst heeft een ouderdom van ongeveer 18.400 jaar.

## Kenmerken
Ukugyps had het formaat van een koningsgier.